# Kasimir und Karoline

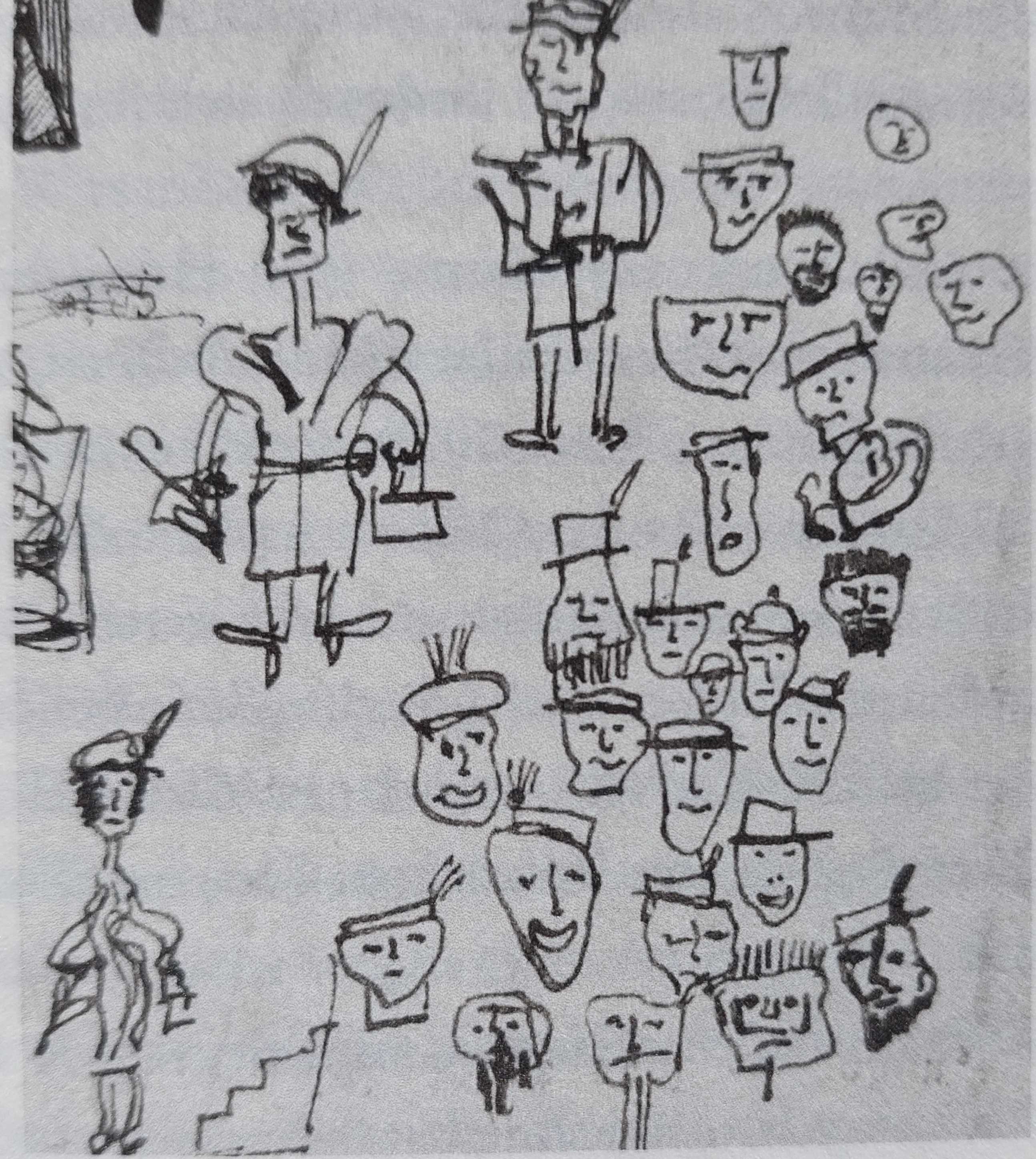
Ödön von Horváth: Figurenskizze, Tusche

Kasimir und Karoline ist ein Theaterstück von Ödön von Horváth. Das Volksstück spielt, wie der ersten Regieanweisung zu entnehmen ist, in München und zwar „in unserer Zeit“. Damit war zum Zeitpunkt der Uraufführung die Zeit der Weltwirtschaftskrise seit 1929 gemeint. Das Motto des Stückes lautet: Und die Liebe höret nimmer auf.

## Handlung
Der Chauffeur Kasimir befindet sich mit seiner Verlobten Karoline auf dem Münchner Oktoberfest. Sie will sich amüsieren, Kasimir ist jedoch nicht zum Feiern zumute, da ihm gerade seine Anstellung gekündigt wurde. Deshalb kommt es zu einer Auseinandersetzung zwischen ihnen. Ihre Wege trennen sich zunächst. Im Laufe der Handlung begegnen sie einander mehrfach, eine Versöhnung liegt greifbar nah, ihre Gespräche enden jedoch immer wieder in Streit.
An einem Eisstand lernt Karoline den Zuschneider Schürzinger kennen, der ein Auge auf sie geworfen hat. Auch zwei gut betuchte Herren, der dicke Kommerzienrat Rauch (Schürzingers Vorgesetzter) und der Landgerichtsdirektor Speer finden Gefallen an Karoline. Sie lässt sich den Rest des Abends von den beiden Herren ausführen, während Schürzinger – von Rauch eingeschüchtert – im Hintergrund bleibt. Karoline will mit dem Kommerzienrat in dessen Wagen „nach Altötting fahren“. Im Auto erleidet dieser jedoch einen Zusammenbruch. Nachdem Karoline ihm durch ihr beherztes Eingreifen das Leben rettet, landet er in der Sanitätsbaracke. Dort erfahren sie, dass noch ein weiterer Unfall geschehen ist: Speer wurde bei einer Schlägerei der Kiefer gebrochen. Angesichts dieser Situation besinnt sich Rauch auf ihre Freundschaft und lässt Karoline schnell wieder fallen.
In der Zwischenzeit streift Kasimir durch die Festzelte, betrinkt sich mit dem Kleinganoven Merkl Franz, der Kasimir für zu lasch gegenüber Karoline und ihrem neuen Begleiter hält.
Als Franz auf dem Parkplatz Autos aufbricht, stehen Kasimir und Franzens Freundin Erna für ihn Schmiere. Der Kleinkriminelle wird jedoch auf frischer Tat ertappt, verhaftet und abgeführt.
Kasimir und Erna bleiben gemeinsam auf einer Parkbank zurück. Als Karoline erscheint, um sich mit Kasimir zu versöhnen, weist dieser sie zurück. Nun lässt sie sich auf Schürzinger ein, der ihr ihren Platz in der Gesellschaft sichern kann.

## Zitat
„Man hat halt oft so eine Sehnsucht in sich –

aber dann kehrt man zurück mit gebrochenen Flügeln

und das Leben geht weiter,

als wär man nie dabei gewesen“

## Wertung
Kasimir und Karoline ist ein sozialkritisches Volksstück. Die Rummelplatzatmosphäre steht in scharfem Kontrast zu den trostlosen Verhältnissen von Kasimir, der es trotz der Liebe von Karoline nicht schafft, aus seinem Milieu auszubrechen. Horváth urteilte: 

„Es ist die Ballade vom arbeitslosen Chauffeur Kasimir und seiner Braut …, eine Ballade voll stiller Trauer, gemildert durch Humor, das heißt durch die alltägliche Erkenntnis „Sterben müssen wir alle!““

 Kritiker bemängelten bei der Uraufführung die lockere, episodenhafte Handlungsführung und die bisweilen deftige Ausdrucksweise.

## Aufführungsgeschichte
Ein Abend auf dem Oktoberfest war der Untertitel der Uraufführung am 18. November 1932, die, als Gastspiel der Berliner Bühnen, im Leipziger Schauspielhaus stattfand. Eine Woche später fand die Premiere in Berlin statt, die szenische Einrichtung war nach Entwürfen von Caspar Neher realisiert, die Regie hatte Franz von Mendelssohn.
Im Februar 1935 fand die österreichische Erstaufführung als einmaliges Gastspiel in der „Komödie in der Johannesgasse“ in Wien durch die „Gruppe Ernst Lönner“ statt und wurde dann noch sechsmal in den Wiener Kammerspielen bei Ernst Ziegel gezeigt. Das Stück war so erfolgreich, dass es am 29. November 1935 auch in das Repertoire des Kleinen Theaters in der Praterstraße, der neuen Spielstätte der Truppe, aufgenommen wurde. Unter der Regie von Ernst Lönner, einem Schüler Erwin Piscators, der als Jude nach der Machtergreifung Hitlers 1933 Deutschland verlassen hatte, um gemeinsam mit anderen Emigranten in Österreich eine Theatergruppe zu gründen, spielten Fritz Grünne (Kasimir), Marianne Gerzner (Karoline), Hans Czerny (Rauch), Carl Merz (Speer), das Bühnenbild entwarf Gustav Manker, der auch in einer hinzugeschriebenen Rolle als „Sprecher“ auftrat. Die Wiener Inszenierung wurde von der Presse besser aufgenommen als 1932 die deutsche Uraufführung, im eintönigen Wiener Theateralltag löste die Aufführung begeisterte Reaktionen aus, man schrieb von einem „sensationellen Erfolg“. In der für das Kleine Theater hergestellten „Wiener Fassung“ war Musik das Hauptelement, eine musikalische Conférence, die „die Moral verkündet“, verband die Aufzüge miteinander, Songs und Bänkellieder von Josef Carl Knaflitsch, einem Freund Lönners aus Berliner Tagen, wurden mit Zusatztexten von Lönner und Georg Alfred von vier Sängern gesungen. Die Presse verglich das Stück mit Ferenc Molnárs Liliom und nannte es „eine in den Prater transponierte Dreigroschenoper“. Horvath schrieb: „Ich habe es immer gehofft und geahnt, dass meine Stücke gerade in Wien Verständnis finden müssten. (…) Als mein Stück 1932 in Berlin uraufgeführt wurde, schrieb fast die gesamte Presse, es wäre eine Satyre auf München und auf das dortige Oktoberfest – ich muss es nicht betonen, dass dies eine völlige Verkennung meiner Absichten war, eine Verwechslung von Schauplatz und Inhalt; es ist überhaupt keine Satyre, es ist die Ballade vom arbeitslosen Chauffeur Kasimir und seiner Braut mit der Ambition, eine Ballade voll stiller Trauer, gemildert durch Humor, das heisst durch die alltägliche Erkenntnis: ‚Sterben müssen wir alle!‘“
Wichtige Inszenierungen in neuerer Zeit:
- 1988: Theater Dortmund, Regie: Helmut Palitsch, Bühne: Michael Wienand, mit Kurt Glockzin (Schürzinger), Ruth-Claire Lederle (Erna), Jürgen Mikol (Rauch)
- 1997: Hamburger Schauspielhaus, Regie: Christoph Marthaler, Bühne: Anna Viebrock, mit Josef Bierbichler (Kasimir), Olivia Grigolli (Karoline), Ueli Jäggi (Merkl Franz), Klaus Mertens, Josef Ostendorf, Caroline Ebner, Özlem Soydan
- 2006: Brackweder Gymnasium Bielefeld
- 2011: Residenztheater München, Regie: Frank Castorf, Bühne: Hartmut Meyer, mit Nicholas Ofczarek (Kasimir), Birgit Minichmayr (Karoline), Shenja Lacher (Der Merkl Franz, Jakob), Bibiana Beglau (Dem Merkl Franz seine Erna, Schürzinger, Rosa), Götz Argus, Jürgen Stössinger
- 2013: Luzerner Theater, Regie: Alice Buddeberg, Bühne und Masken: Sandra Rosenstiel, Kostüme: Martina Küster, Musik: Stefan Paul Goetsch, Dramaturgie: Ulf Frötzschner. Mit: Jörg Dathe (Kasimir), Bettina Riebesel (Karoline), Samuel Zumbühl (Rauch), This Maag (Speer), Hajo Tuschy (Schürzinger), Christian Baus (Der Merkl Franz), Juliane Lang (Dem Merkl Franz seine Erna), Wiebke Kayser (Elli), Jürg Wisbach (Maria), Franziska Schubert (Juanita).
- 2023: Burgtheater Wien, Regie: Mateja Koležnik, Bühne: Raimund Orfeo Voigt, Kostüme: Ana Savic-Gecan, Sounddesign: Christoph Mateka, Komposition: Michael Gumpinger. Mit: Felix Rech (Kasimir), Marie-Luise Stockinger (Karoline), Markus Meyer (Rauch), Markus Hering (Speer), Jonas Hackmann (Schürzinger), Christoph Luser (Der Merkl Franz), Mavie Hörbiger (Dem Merkl Franz seine Erna), Pia Zimmermann (Elli), Maresi Riegner (Maria), Elisabeth Augustin (Sanitäterin), Wolfram Rupperti (Der Arzt), Christoph Griesser (Der Ausrufer)[4][5]
- 2023 Landestheater Niederösterreich

## Verfilmungen
- Kasimir und Karoline (TV, Bayerischer Rundfunk 1959), Regie: Michael Kehlmann, mit Bert Fortell und Ruth Drexel
- Août (Frankreich 1991), Regie: Henri Herré, mit Anouk Grinberg und Dominique Pinon
- Kasimir und Karoline (ZDF 2011), Regie: Ben von Grafenstein, Drehbuch von Michael Klette,  mit Golo Euler und Christina Hecke
- Mary & Johnny (400asa & Teleclub  2011), Regie: Samuel Schwarz, Julian M. Grünthal, Drehbuch von Samuel Schwarz,  mit Nadine Vinzens und Philippe Graber
- Kasimir und Karoline – Die Liebe fährt nicht Schwebebahn (Filmproduktion Siegersbusch, Deutschland 2014), Regie: Frank de Buhr, René Jeuckens, Grischa Windus; mit Hanna Werth, Heisam Abbas u. a.

## Musical
Im Jahr 2023 kam Kasimir und Karoline als Musical auf die Bühne. Die Uraufführung des Auftragswerks fand am 8. Dezember 2023 an der Oper Hannover statt. Die Musik stammt vom US-Komponisten Jherek Bischoff, Buch und Text sind von Martin G. Berger und Martin Mutschler.
Während Ödön von Horváths Theaterstück das Scheitern menschlicher Beziehungen während der Weltwirtschaftskrise im 20. Jahrhundert thematisiert, spielt das Musical als Glam-Rock- und Pop-Oper in der Nachtclubwelt des 21. Jahrhunderts.

## Aktuelle Ausgaben
- Ödön von Horváth: Kasimir und Karoline, Volksstück. Suhrkamp, Frankfurt am Main 2001, ISBN 978-3-518-18828-6 (= Suhrkamp BasisBibliothek, Band 28);  ISBN 978-3-518-46022-1 (= Suhrkamp Taschenbuch, Band 4022 [früher: 3337]); Reclam, Stuttgart 2009, ISBN 978-3-15-018614-5.
- Ödön von Horváth: Geschichten aus dem Wiener Wald und Kasimir und Karoline, Dramen. Fischer Taschenbuch, Frankfurt am Main 2010, ISBN 978-3-596-90318-4 (= Fischer Klassik).